# Sự tiết sữa

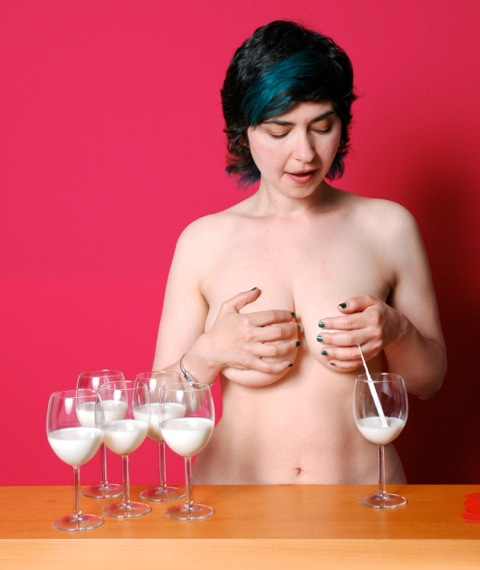
Tạo hình tượng trưng về sữa từ bầu vú người mẹ với phản xạ tiết sữa

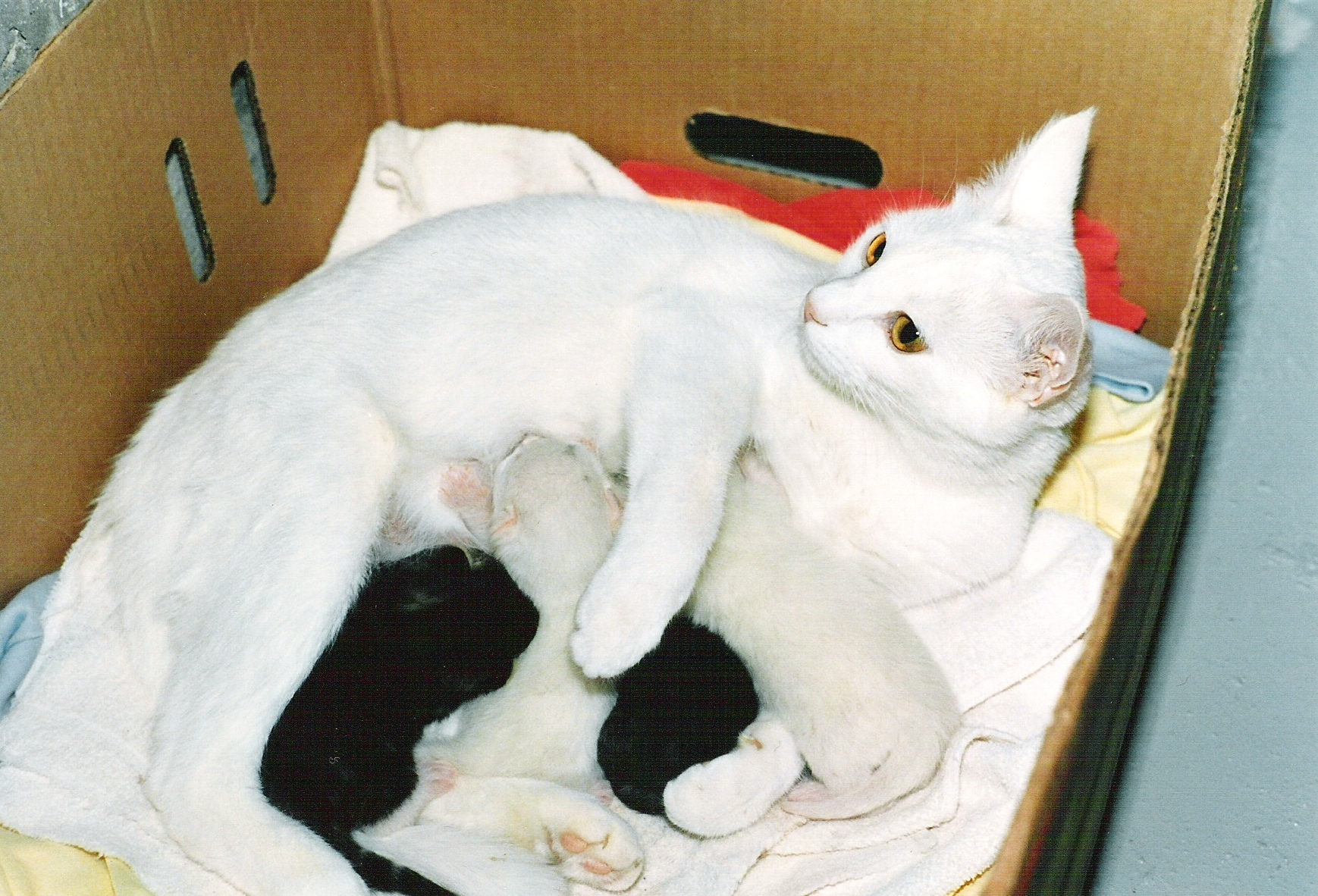
Mèo con được nuôi dưỡng

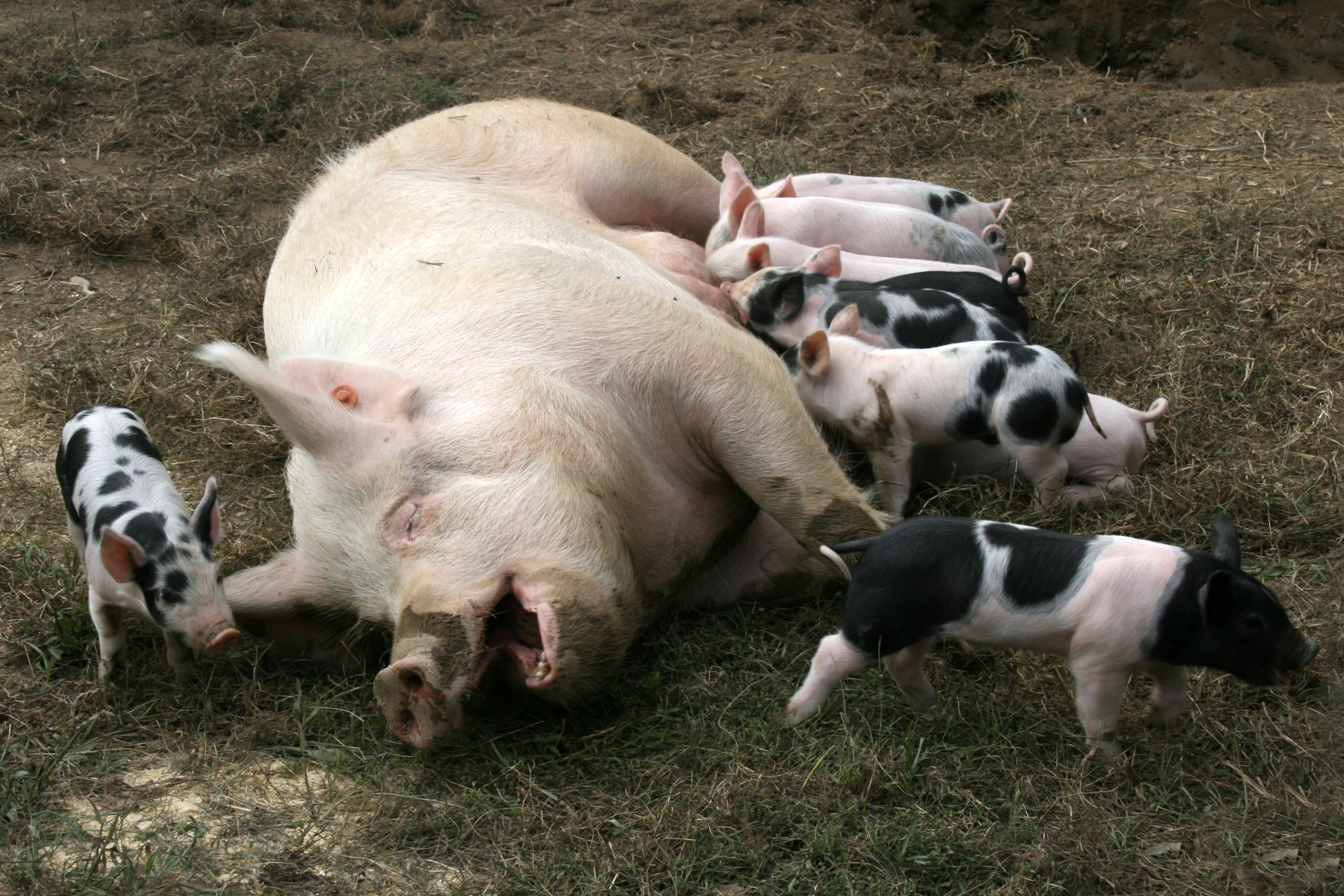
Lợn cho con mình bú

Sự tiết sữa mô tả việc tiết sữa từ các tuyến vú và khoảng thời gian người mẹ tiết ra sữa để nuôi dưỡng trẻ nhỏ. Quá trình này có thể xảy ra với tất cả các loài động vật có vú giống cái sau khi mang thai, mặc dù nó có từ trước động vật có vú. Ở người, quá trình nuôi con bằng sữa còn được gọi là cho con bú. Trẻ sơ sinh thường sản xuất một ít sữa từ mô vú của chính mình, được gọi thông tục là sữa của bà phù thủy.
Trong hầu hết các loài, sữa sẽ chảy ra từ núm vú của mẹ; tuy nhiên, các loài động vật bộ đơn huyệt, động vật có vú đẻ trứng, thiếu núm vú, chúng sẽ phóng ra sữa qua các ống dẫn trong bụng. Duy chỉ có một loài động vật có vú, dơi ăn trái cây Dayak đến từ Đông Nam Á, sản xuất sữa là một chức năng bình thường của con đực. Galactopoiesis duy trì việc sản xuất sữa. Giai đoạn này đòi hỏi cần có prolactin. Oxytocin rất quan trọng đối với phản xạ xuống sữa để đáp lại việc cho bú. Galactorrhea là sản xuất sữa không có liên quan đến nuôi con bằng sữa. Nó có thể xảy ra ở con đực và con cái của nhiều loài động vật có vú do mất cân bằng nội tiết tố như tăng prolactinaemia.

## Chức năng
Chức năng hàng đầu của việc tiết ra sữa là cung cấp chất dinh dưỡng và bảo vệ miễn dịch cho trẻ sau khi sinh. Ở hầu hết các loài động vật có vú, việc tiết sữa tạo ra một thời kỳ vô sinh (ở người, mất kinh do tiết sữa), nhằm tạo ra một cơ chế khoảng cách sinh tối ưu cho sự sống còn của con cái.